# 微升
微升（英語：microliter）是一个容积計量單位，符號為μL，在分析化学中常用。1公升等于106微升，1毫升等于1000微升。
毫升和微升符号中“L”的大小写形式，没有统一规定，部分地区或刊物中要求将L大写，也有刊物要求小写。